# مسو برگری
مسو برگری (به انگلیسی: Masu Bhurgri) یک منطقهٔ مسکونی در پاکستان است که در ناحیه حیدرآباد، سند واقع شده‌است. مسو برگری ۲۴٬۳۶۲ نفر جمعیت دارد.